# SIRUM
SIRUM (Supporting Initiatives to Redistribute Unused Medicine) — американская некоммерческая компания, снабжающая пациентов с низким доходом медикаментами, которые пригодны к использованию, но по какой-либо причине предназначались для утилизации.

## История
В США каждый год утилизируют пригодные, но так и не попавшие в использование медикаменты, на сумму 5 миллиардов долларов, при этом 50 миллионов человек не имеют доступа к назначенным им лекарствам, что приводит в 125 тысячам смертей ежегодно.
Во время поездки в 2005 году в Индонезию студент Стэнфордского университета Адам Кирхер заметил в стране множество неиспользованных лекарственных препаратов, которые доставляли в Индонезию из США для утилизации. Вместе с другими студентами университета он организовал некоммерческую организацию, онлайн-площадку, где обладающие излишними медикаментами могут передать их в бесплатные клиники или малоимущим пациентам. SIRUM берёт на себя организацию доставки и упаковку лекарств. За время работы SIRUM 20 тысяч пациентов получили лекарства на сумму в 5 миллионов долларов.
В 2014 году SIRUM получила престижный Grinnell Prize за работу в сфере достижения социального равенства, а одна из сооснователей компании Киа Уильямс была включена журналом Forbes в список 30 Under 30 в категории «Социальные предприниматели», содержащий 30 лучших социальных предпринимателей в возрасте до 30 лет.